# Armadillidium nasatum
Armadillidium nasatum, im Deutschen manchmal auch als Nasenkugelassel bezeichnet, ist eine ursprünglich in Westeuropa verbreitete Art der zu den Landasseln gehörenden Rollasseln. Sie kommt mittlerweile in weiten Teilen Europas vor und wurde auch weltweit in zahlreiche Gebiete verschleppt.

## Merkmale

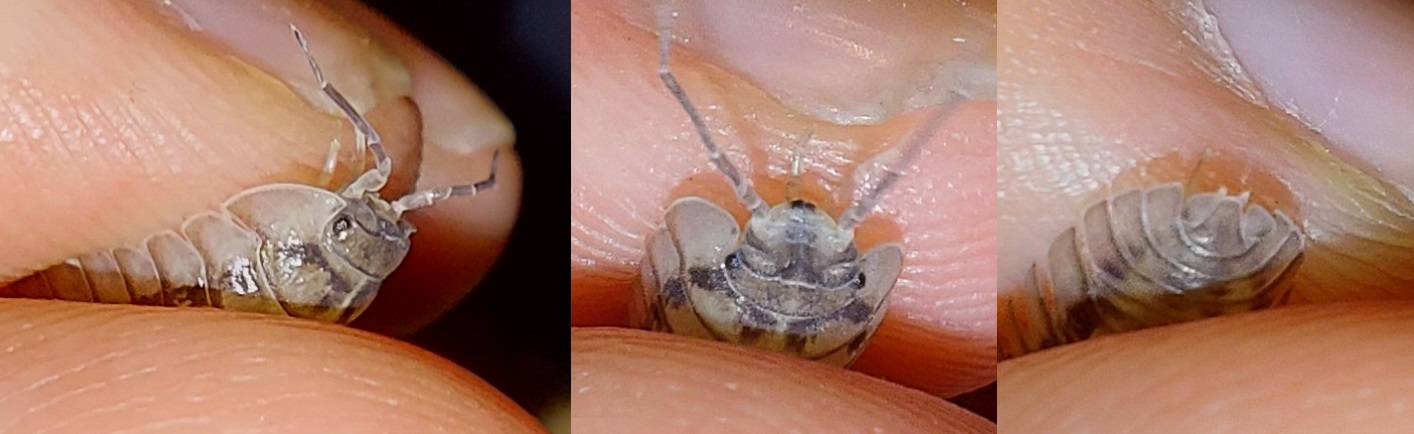
Detailaufnahmen von Kopf und Telson eines Exemplars

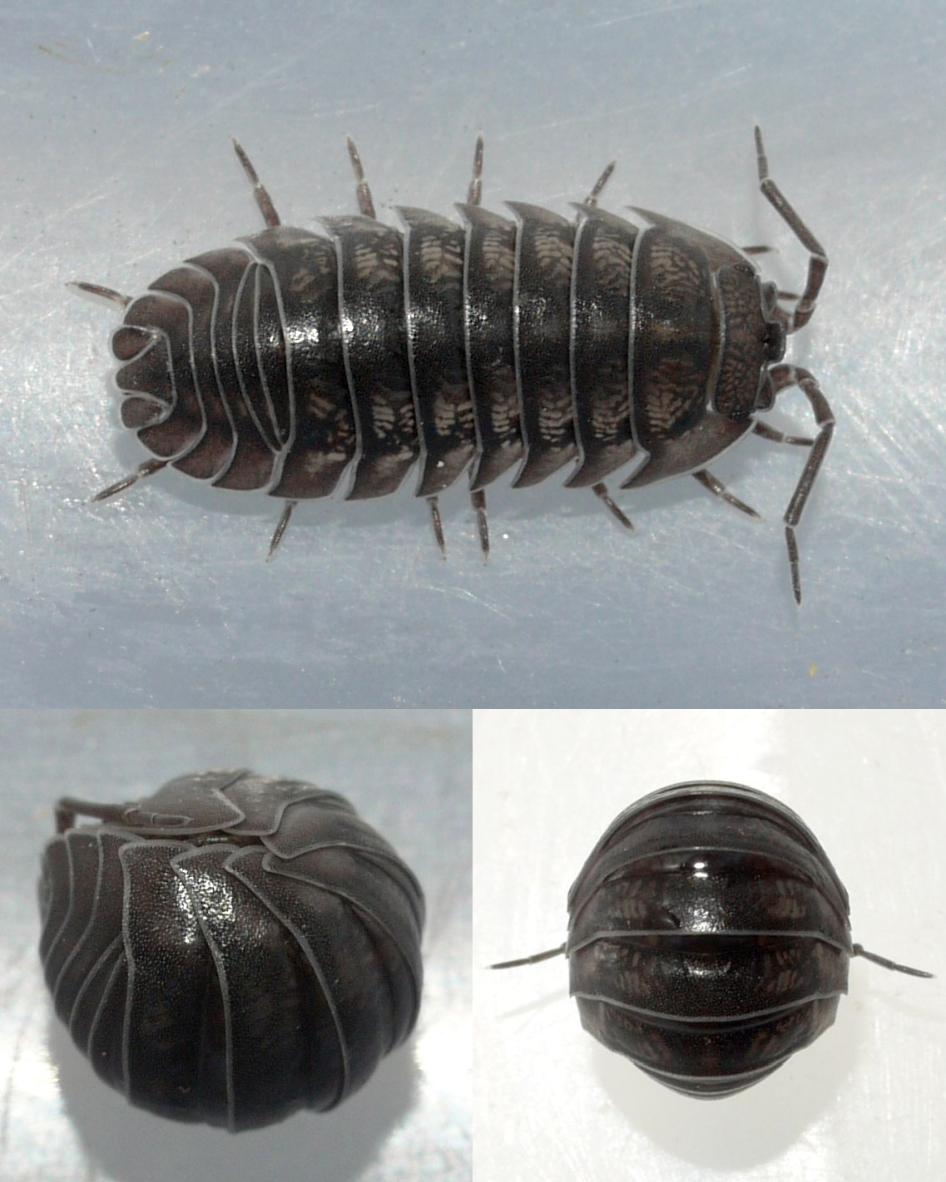
Ein Exemplar in ausgestreckter und eingerollter Form

Die Körperlänge beträgt 10–15 mm. Bei Störung rollt sich die Art zu einer nicht perfekten Kugel zusammen, bei der die Antennen hervorstehen. Ausgestreckt ist der glatte Körper lang oval. Der Hinterleib (Pleon) ist nicht schmaler als die Brust (Thorax). Der Körper ist dunkelgrau bis bräunlich gefärbt, in der Rückenmitte befindet sich ein heller Längsstreifen. Auf dem Körper befinden sich weißliche Fleckenreihen, eine Marmorierung kann, aber muss nicht, vorhanden sein. Die Fühlergeißel besteht aus 2 Gliedern, die Seitenlappen am Kopf sind deutlich vorhanden. Die Augen bestehen aus mehr als 5 Ocellen. Das Telson am Körperende ist schmal gerundet (dreieckig mit abgerundetem Ende) und länger als breit. Die Uropoden-Außenäste sind länger oder breiter als die Innen-Äste, das Grundglied der Uropoden trägt keinen Fortsatz, die Uropoden-Außenäste (Exopodite) sind plattenartig abgeflacht. Dieses Merkmal unterscheidet die Rollasseln auch von Arten wie z. B. der Kellerassel, Mauerassel oder Moosassel, bei denen die Uropoden-Außenäste abgeflacht sind und deutlich über den Hinterleib hinausragen. Die plattenartig abgeflachten Außenäste sind eine Anpassung an das Zusammenrollen zu einer geschlossenen Kugel. Am Kopf befindet sich ein Stirndreieck. Dabei ist die Stirnplatte sehr hochgezogen und die dahinterliegende Furche fast stielrund. Dadurch sieht es aus, als hätte die Platte ein Loch in der Mitte. Es zieht sich nur eine einfache Leiste von den Augen zum Stirndreieck. Die Hinterecken des 1. Segments sind zipfelig ausgezogen. Das zweite Thoraxsegment ist am Hinterrand deutlich knickartig eingebuchtet. Die Art besitzt 2 Trachealsysteme, das 7. Laufbeinpaar der Männchen weist keine Modifikationen auf. Die männlichen I. Pleopoden-Endopodite (Innenäste der 1. Hinterleibsbeine) sind fast gerade und nur am distalen Ende etwas nach außen gebogen.

### Verwechslungsarten
A. nasatum ist vor allem durch die namensgebende hochgezogene Stirnplatte zu unterscheiden, aber auch durch weitere Merkmale. Die Coxalplatten von Armadillidium nasatum fallen schräg, etwa in einem Winkel von 60°, ab. Der Vorderzipfel des 2. Thoraxsegments ist nach außen aufgekrempt. Auf dem Scheitel hinter dem Stirndreieck befinden sich zwei knotenartige Höcker. Diese Merkmale teilt sich die Art mit Armadillidium opacum – bei A. zenckeri, A. vulgare und A. versicolor fallen die Coxalplatten fast senkrecht ab, der Vorderzipfel des 2. Thoraxsegments ist nicht aufgekrempt und auf dem Scheitel befinden sich keine Höcker.
In Deutschland kommen neben A. nasatum sechs weitere Rollasseln der Gattung Armadillidium vor:
Armadillidium opacum besitzt ein breit abgestutztes Telson, an der Stirnplatte befinden sich zwei Höcker in einer Grube und auf dem grau-braunen oder braunen Körper befinden sich keine Fleckenreihen. Das 2. Thoraxsegment ist am Hinterrand bogenförmig eingebuchtet, während es bei A. nasatum deutlich knickartig eingebuchtet ist. Auch ist das Telson so lang wie breit und hinten quer abgestutzt, bei A. nasatum ist es länger als breit und hinten schmal gerundet. Die Tiere sind meistens dunkelgrau marmoriert.
Armadillidium versicolor hat gelbe Fleckenreihen auf einer braunen Grundfarbe. Auch ist das Telson breit gerundet. Die Leiste vom Stirndreieck zum Auge ist zwar ebenfalls einfach, aber die Stirnplatte liegt eng an.
Bei Armadillidium vulgare liegt die Stirnplatte eng an und das Telson ist breit abgestutzt. Auch befinden sich auf dem grau-braunen Körper keine Fleckenreihen.
Bei Armadillidium pulchellum sind die Hinterecken des 1. Segments (Pereionepimere) quer abgestutzt, während sie bei den übrigen sechs Arten zipfelig ausgezogen sind. Zudem ist bei A. pulchellum das Telson breit gerundet. Die Körperfarbe ist braun mit gelben Fleckenreihen. Vom Stirndreieck zu den Augen zieht sich zudem eine doppelte Leiste und die Stirnplatte ist eng anliegend.
Armadillidium pictum hat ähnlich wie A. pulchellum eine doppelte Leiste mit eng anliegender Stirnplatte und einen braunen Körper mit gelben Fleckenreihen. Die Hinterecken des 1. Segments und das Telson sind ansonsten ähnlich wie bei A. nasatum geformt.
Armadillidium zenckeri ist von weißlicher Körperfarbe ohne Fleckenreihen und alleine dadurch keine Verwechslungsart. Zudem weist die Stirnplatte bei ihr eine deutliche Grube auf, das Telson ist jedoch ebenfalls schmal gerundet.
In Westeuropa ist auch eine Verwechslung mit Eluma caelata möglich.

## Verbreitung

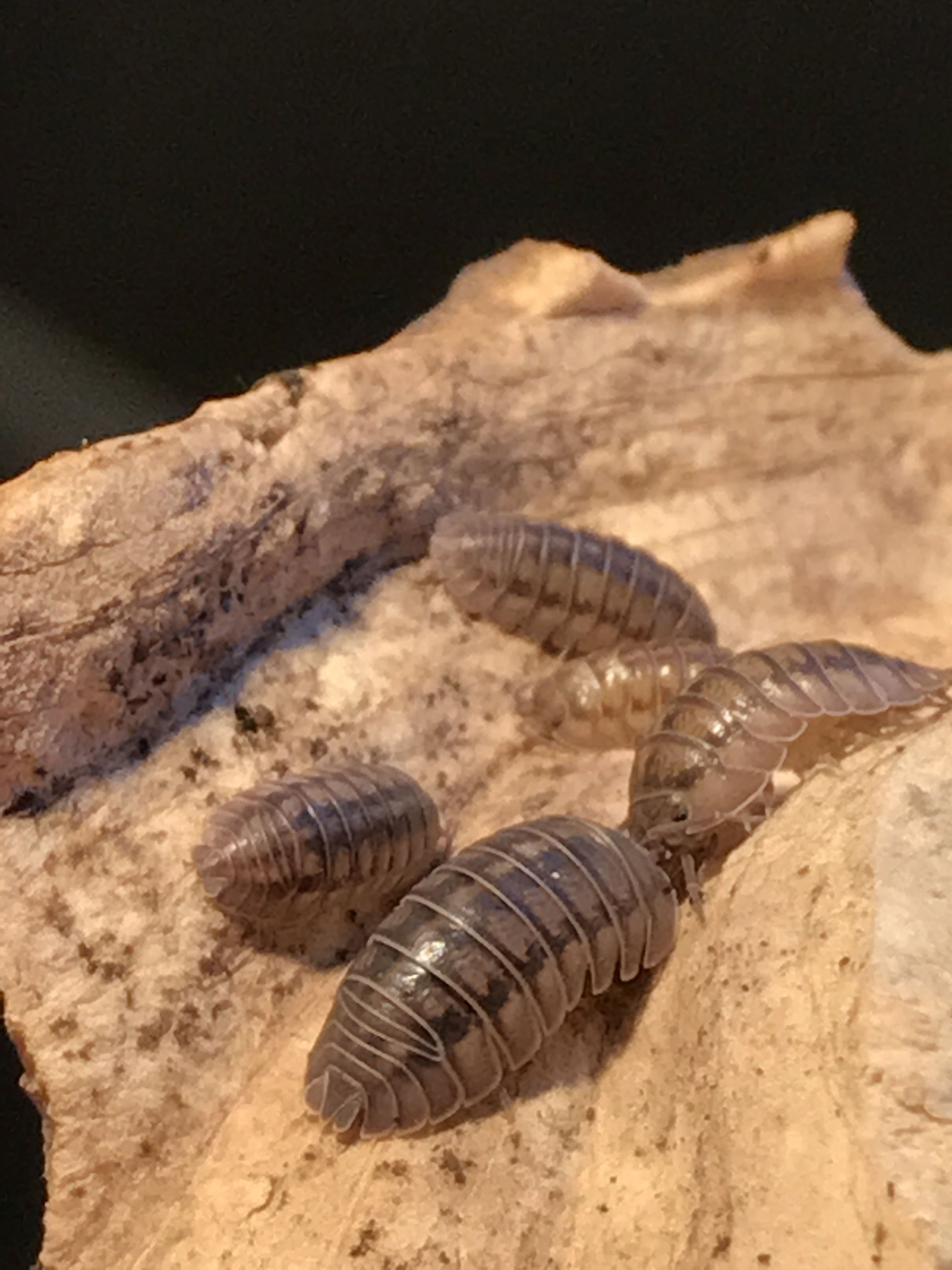
Eine Gruppe von A. nasatum aus den USA

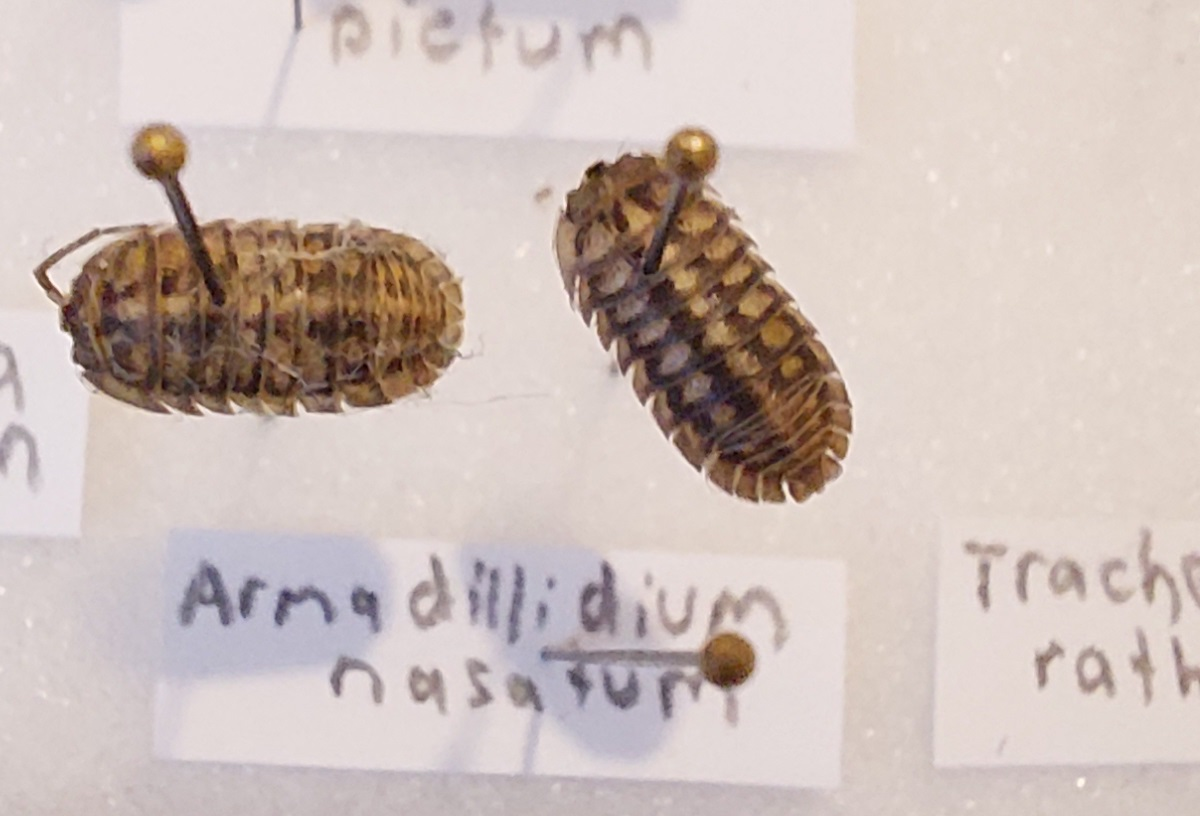
Trockenpräparate von Armadillidium nasatum

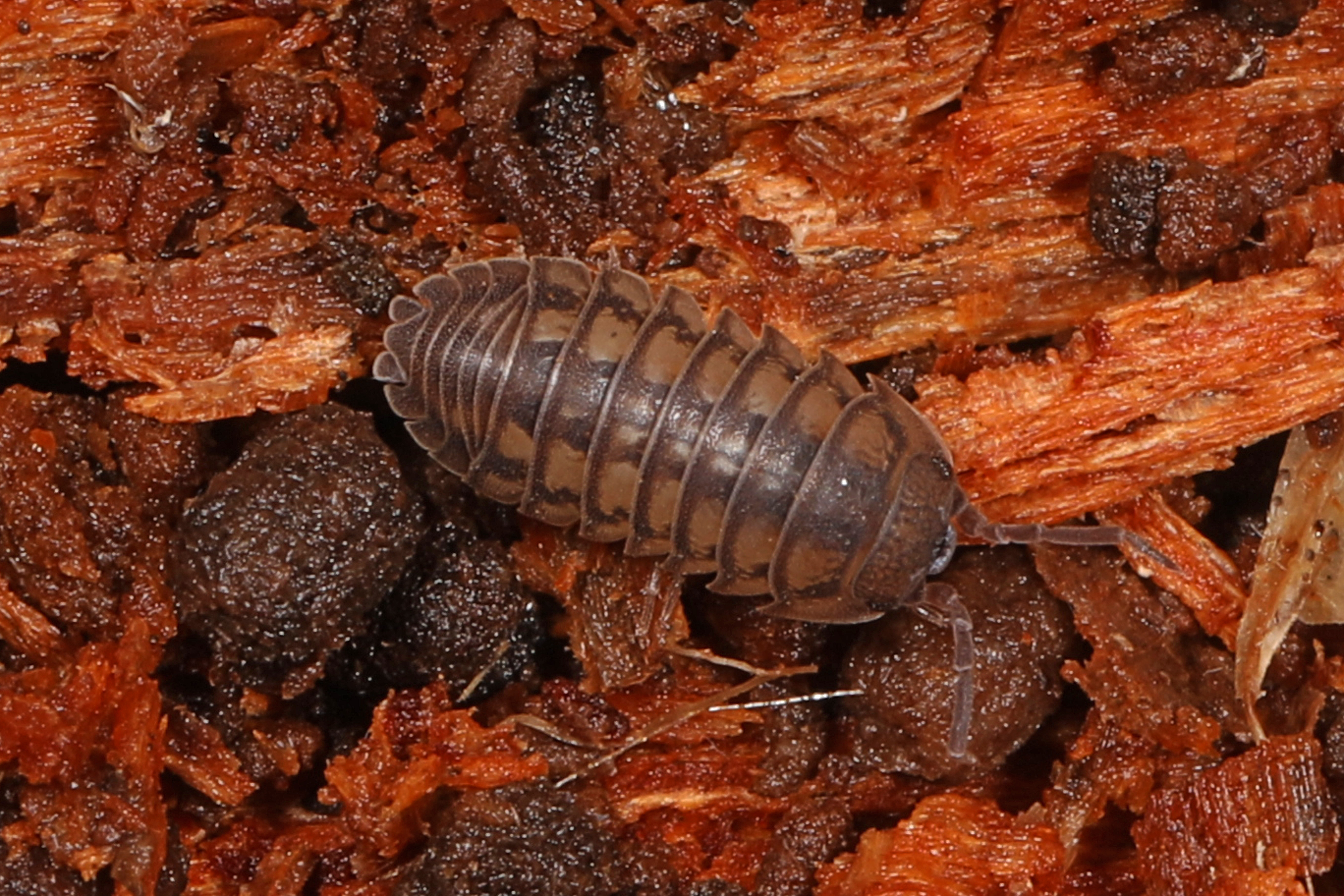
Ein Exemplar aus Virginia

Ursprünglich war die Art in Westeuropa verbreitet, wurde aber auch in andere Teile der Welt eingeschleppt. Das ursprüngliche Verbreitungsgebiet ist mediterran-atlantisch geprägt und zieht sich von Nordspanien über die küstennäheren Gebiete Frankreichs bis nach Südengland, Irland, Italien, die Niederlande und die Westschweiz. In Europa kommt die Art mittlerweile von der Iberischen Halbinsel im Westen bis zum Kaukasus im Osten vor und von Portugal, Korsika und Süditalien im Süden bis Schottland und den Süden Skandinaviens im Norden. Die meisten Nachweise stammen dabei aus Frankreich, Großbritannien, Deutschland, der Schweiz und Italien, in Nord- und Osteuropa gibt es weniger Fundpunkte. Auf der Iberischen Halbinsel ist die Art vor allem aus den Pyrenäen bekannt, auf Irland lebt sie überwiegend im Osten und auf Großbritannien fast ausschließlich in der südlichen Hälfte. Aus dem Süden Norwegens, Schwedens und Finnlands gibt es nur vereinzelte Funde.
Eingeschleppt wurde die Art vor allem nach Nordamerika, wo sie in der östlichen Hälfte der Vereinigten Staaten weit verbreitet ist und vom südöstlichen Kanada im Norden entlang der Ostküste bis nach Georgia im Süden vorkommt. Im Westen zieht sich das Verbreitungsgebiet dabei bis nach Nebraska, Kansas und Oklahoma. Isolierte Vorkommen sind auch weiter südlich und westlich bekannt, z. B. aus Louisiana, Texas, Colorado, Kalifornien, Idaho und der Nähe von Vancouver an Kanadas Westküste. Auch aus Mittel- und Südamerika (v. a. rund um den Río de la Plata), Zentralasien, der Koreanischen Halbinsel und Japan sind Vorkommen bekannt.
In Deutschland ist die Art aus Nordrhein-Westfalen, Rheinland-Pfalz, Hessen, Baden-Württemberg, dem westlichen Bayern, Thüringen, dem nordwestlichen Sachsen, dem westlichen Brandenburg, Hamburg und mit älteren Funden auch aus Berlin und Mecklenburg-Vorpommern bekannt. Dabei kommt die Art nur recht verstreut vor und ist im Westen häufiger als im Osten.
Allerdings handelt es sich bei der Nasenkugelassel in Deutschland um eine gebietsfremde (neobiotische) Art; also eine Art, die in Deutschland nicht ursprünglich heimisch ist. Sie gelangte vermutlich im 19. Jahrhundert mit Erde und Pflanzen nach Deutschland. Erstsichtungen fanden zwischen 1930 und 1936 statt.
Die Art scheint sich in Deutschland seit der zweiten Hälfte des 20. Jahrhunderts stark ausgebreitet zu haben. Die Ausbreitung erfolgt entlang von Flussläufen, von hier aus werden Hänge und Straßenränder besiedelt. Durch den Transport von Steinen und Kies wird die Art auch häufig direkt in Städte neu eingeschleppt.
Armadillidium nasatum ist in der Roten Liste gefährdeter Arten Deutschlands bisher nicht bewertet worden. In Deutschland ist die Art in der Ausbreitung begriffen, wird (bisher) aber als nicht invasiv bzw. potenziell invasiv eingeschätzt.
In den Gebieten, in denen die Art lebt, kommt sie jedoch häufig bis massenhaft vor.

## Lebensraum
Armadillidium nasatum ist eine wärmebedürftige (thermophile) Asselart und lebt vor allem an vegetationsarmen, südexponierten Hängen und synanthrop immer petrophil (steineliebend) unter Steinen und im Kiesboden. Die Art liebt zudem sonnige Plätze in alten Steinbrüchen, Gärten, Grasland, Straßenrändern, Uferböschungen, Halden und ähnlichen Habitaten. In Gewächshäusern ist sie manchmal reichlich vorhanden und auch in Gartencentern draußen sowie drinnen anzutreffen. Die Art ist neben Steinen auch unter Totholz zu finden.

## Lebensweise
Die Art rollt sich bei Störung zunächst zu einer nicht ganz geschlossenen Kugel zusammen, flüchtet aber kurz darauf zügig. Die Art ist ganzjährig zu finden, wird aber meistens zwischen April und November gefunden. Sie ist häufig mit Armadillidium vulgare vergesellschaftet.

## Taxonomie
Es existieren mehrere Synonyme der Art. Dazu zählen Armadillidium mehelyi, Armadillidium nasutum, Armadillidium quadrifrons Stoller, 1902, Armadillidium sorrentinum Verhoeff, 1908 und Armadillidium speyeri Jackson, 1923. Zu letztgenanntem Synonym ist neben dem Nominotypischen Taxon auch die Unterart Armadillidium speyeri jacksoni Collinge, 1946 beschrieben worden.
Mehrere Unterarten werden anerkannt:
- Armadillidium nasatum mehelyi Verhoeff, 1930
- Armadillidium nasatum nasatum Budde-Lund, 1885
- Armadillidium nasatum sardoum Arcangeli, 1950